# Euphorbia hockii
Euphorbia hockii är en törelväxtart som beskrevs av De Wild.. Euphorbia hockii ingår i släktet törlar, och familjen törelväxter.
Artens utbredningsområde är Kongo-Kinshasa. Inga underarter finns listade i Catalogue of Life.